# エースカード
株式会社エースカード（Ace card Co,.Ltd.）は、山口県山口市に本社を置く協同組合連合会日本専門店会連盟（協同組合日専連）系の、かつて存在した信販会社である。

## 概要
1983年に、山口市で信用事業を行っていた協同組合エースカードの子会社・株式会社ファイナンス山口として設立。2009年に協同組合エースカードから事業を譲り受け、現在の商号に変更した。
山口市、防府市などをはじめとして周辺地域である宇部市などの在住者に対して、クレジットカード「エースカード JCB」「エースカード DC-VISA」の発行を行っているほか、山口市商店街を中心とした商店等40店舗を対象とした現金専用ポイントカード「ワイ!ワイ!カード」の運営も行っていた。
協同組合日専連系の信販会社であるが、「日専連カード」と互換となっているのは「エースカード DC-VISA」のみ。
2017年8月1日、同社と同じ協同組合日専連系の信販会社である日専連ベネフル（北九州市）に吸収合併され、生活協同組合コープやまぐち・レノファ山口FC・おのだサンパークとの提携カードは日専連ベネフルが発行を引き継いでいる。

## 脚註
1. ↑  “事業統合のご案内” (PDF). 2009年4月11日閲覧。
2. ↑  カードラインナップ | 株式会社日専連